# Фадеев, Александр Владимирович
Алекса́ндр Влади́мирович Фаде́ев (род. 4 января 1964, Казань) — советский фигурист, выступавший в одиночном катании. Чемпион мира 1985 года, четырёхкратный чемпион Европы (1984, 1987, 1988, 1989), шестикратный чемпион СССР. Заслуженный мастер спорта СССР (1985 год).

## Карьера
Первые шаги на льду Александр Фадеев сделал в Казани на открытом катке парка культуры им. М. Горького. Именно здесь его заметил тренер Казанской школы фигурного катания Тарасов Геннадий Сергеевич, у которого и начал заниматься маленький Саша. Именно этот тренер, о котором почему-то забыли, привел фигуриста к его первому большому успеху – победе на юношеском Чемпионате мира, после которого Александра пригласили в г. Москву, где он и стал заниматься у Станислава Жука.
С 16 лет тренировался под руководством Станислава Жука, затем Сергея Волкова, с 1987 — Станислава Леоновича. Числился в спортивном клубе ЦСКА.
Одним из первых крупных соревнований была Зимняя Спартакиада народов СССР 1978 в Свердловске, где Александр занял 9-е место среди юниоров. Чемпион мира среди юниоров (1980), в том же году дебютировал на Чемпионате мира (14-е место).
Четырёхкратный чемпион Европы (1984, 1987, 1988, 1989), чемпион мира (1985). На Олимпийских играх выступал сравнительно неудачно (лучший результат — 4-е место в 1988 г.).
Будучи учеником Станислава Жука, Фадеев исполнял предельно сложные программы, стал первым исполнителем каскада из двух разных тройных прыжков: тройной сальхов + тройной тулуп (1983, данные неуточнённые), тройного лутца в каскаде с тройным прыжком (1983), тройного акселя в каскаде (1983) и первым на чемпионатах мира попытался исполнить четверной прыжок (четверной тулуп с ошибкой (1983).
В сезоне 1982/83 Жук поставил Фадееву невиданную по сложности произвольную программу (на эстрадные мелодии «Баллада для Аделины» и «Ксанаду»), впервые в истории включавшую в себя четверной прыжок (тулуп), три с половиной оборота аксель в каскаде, каскад тройной лутц-тройной тулуп, кроме того два акселя в разные стороны в комбинации с тройным тулупом, каскад двойной аксель — ойлер — тройной тулуп. Всего 8 тройных и один четверной прыжок. На чемпионате СССР в Челябинске Александр выиграл во всех трёх видах многоборья и опередил И. Бобрина. На чемпионате Европы неудачно выступил в обязательных фигурах (9-е место), но затем был 3-м в короткой (сделал в каскаде тройной лутц) и 2-м в произвольной программах (с попыткой четверного и восемью тройными прыжками!). На чемпионате мира неудачно выполнил одну из трех обязательных фигур, крюк, занял 6-е место. В короткой и произвольных программах был четвёртым. Советская судья Ирина Абсалямова поставила его на 2-е место с оценками 5,9/5,8 в произвольной программе.
Наилучшим для Александра стал сезон 1984/85. На чемпионате мира в Токио Фадеев выиграл все три вида многоборья, фигуры, короткую и произвольную программы. Это случилось впервые в истории фигурного катания (до этого такое достижение удавалось одиночникам, лишь когда было 2 вида, без короткой программы). В произвольной программе Фадеев исполнил впервые чисто каскад тройной аксель- двойной тулуп, а также тройной лутц — тройной тулуп, всего выполнив 7 тройных прыжков. За технику судьи выставили 6 оценок 5,9.
После несколько неудачного сезона 1985/86 года, Фадеев выиграл чемпионат Европы 1987, вновь став лучшим во всех трёх видах многоборья. В короткой сделан каскад тройной аксель-двойной тулуп, а в произвольной на русские народные мелодии — 7 тройных прыжков, в том числе каскад тройной аксель-двойной тулуп, тройной лутц—тройной тулуп. Пораженные судьи выставили 10 оценок 5,9 и три наивысшие 6,0. После уверенной победы с первыми местами во всех трёх видах на чемпионате Европы-88 Александр неудачно выступил на Олимпиаде-88, не сумев сделать прыжок тройной аксель.
В сезоне 1988/89 хореограф М. Зуева решила резко изменить стиль программы, поставив её на музыку к балету М. Мусоргского «Ночь на Лысой горе». На чемпионате Европы Александру удалась абсолютно чистая произвольная программа с 8 тройными прыжками, включая комбинацию тройной аксель—тройной тулуп. Английская публика приветствовала выступление овацией стоя, а судьи выставили 11 оценок 5,9 и 4 наивысших 6,0! При этом явно заниженные оценки 5,6/5,8 английской судьи Ванессы Райли вызвали скандал, обсуждавшийся на Би-би-си.
В 1990-е гг. переехал в США. Выступал в профессиональных соревнованиях и шоу. В 1993 выиграл в Массачусетсе Открытый чемпионат США среди профессионалов.
В настоящее время работает тренером в окрестностях Чикаго.

## Спортивные достижения
| Соревнования/Год              | 1979 | 1980 | 1981 | 1982 | 1983 | 1984 | 1985 | 1986 | 1987 | 1988 | 1989 | 1990 |
| Зимние Олимпийские игры       |      |      |      |      |      | 7    |      |      |      | 4    |      |      |
| Чемпионаты мира               |      | 14   |      | 10   | 4    | 3    | 1    | 3    | 3    | WDR  | 4    |      |
| Чемпионаты Европы             |      |      | 9    | 5    | 3    | 1    |      | 3    | 1    | 1    | 1    |      |
| Чемпионаты мира среди юниоров | 3    | 1    |      |      |      |      |      |      |      |      |      |      |
| Чемпионаты СССР               |      | 4    | 2    | 3    | 1    |      |      | 1    | 1    | 1    | 1    | 1    |

WDR = снялся с соревнований